# Ronaldo da Silva Souza
Ronaldo da Silva Souza (Itu, São Paulo, Brasil, 23 de octubre de 1996), conocido solo como Ronaldo, es un futbolista brasileño. Juega de centrocampista en el Juventude de la Serie A.

## Trayectoria

### Flamengo
Ronaldo entró a las inferiores del Flamengo en 2013 proveniente del Paulista. Debutó en el primer equipo del club el 1 de noviembre de 2015, como sustituto de Jajá en la derrota por 2-0 ante Grêmio por la Serie A.
Renovó su contrato con el club el 19 de abril de 2016. No logró la regularidad en el primer equipo, y el 5 de septiembre de 2017 fue enviado a préstamo al Atlético Goianiense.

#### Préstamo al Atlético Goianiense
Ya en el Goianiense, Ronaldo anotó su primer gol profesional el 17 de septiembre de 2017 en la victoria por 3-1 de visita sobre el Ponte Preta. Regresó al Fla al término de la temporada 2018.

#### Préstamo al Bahia
El 9 de julio de 2019 fue enviado a préstamo al Bahia de la Serie A.

## Estadísticas
Actualizado al último partido disputado el 16 de agosto de 2020.
| Club | Div.          | Temporada     | Liga  | Liga  | Estatal | Estatal | Copas nacionales(1) | Copas nacionales(1) | Copas internacionales(2) | Copas internacionales(2) | Otras(3) | Otras(3) | Total | Total |
| Club | Div.          | Temporada     | Part. | Goles | Part.   | Goles   | Part.               | Goles               | Part.                    | Goles                    | Part.    | Goles    | Part. | Goles |
| --- | ------------- | ------------- | ----- | ----- | ------- | ------- | ------------------- | ------------------- | ------------------------ | ------------------------ | -------- | -------- | ----- | ----- |
| Flamengo · Brasil |               |               |       |       |         |         |                     |                     |                          |                          |          |          |       |       |
| 1.ª | 2015          | 1             | 0     | -     | -       | -       | -                   | -                   | -                        | -                        | -        | 1        | 0     |       |
| 1.ª | 2016          | 0             | 0     | 1     | 0       | 0       | 0                   | 1                   | 0                        | -                        | -        | 2        | 0     |       |
| 1.ª | 2017          | 0             | 0     | 3     | 0       | 1       | 0                   | -                   | -                        | 2                        | 0        | 6        | 0     |       |
| 1.ª | 2018          | 0             | 0     | 4     | 0       | -       | -                   | -                   | -                        | 0                        | 0        | 4        | 0     |       |
| 1.ª | 2019          | 3             | 0     | 8     | 0       | 1       | 0                   | 1                   | 0                        | 0                        | 0        | 13       | 0     |       |
| Total club | Total club    | 4             | 0     | 16    | 0       | 2       | 0                   | 2                   | 0                        | 2                        | 0        | 26       | 0     |       |
| Atlético Goianiense · Brasil |               |               |       |       |         |         |                     |                     |                          |                          |          |          |       |       |
| 1.ª | 2017          | 9             | 1     | -     | -       | -       | -                   | -                   | -                        | -                        | -        | 9        | 1     |       |
| Total club | Total club    | 9             | 1     | 0     | 0       | 0       | 0                   | 0                   | 0                        | 0                        | 0        | 9        | 1     |       |
| Bahia · Brasil |               |               |       |       |         |         |                     |                     |                          |                          |          |          |       |       |
| 1.ª | 2019          | 14            | 0     | -     | -       | -       | -                   | 0                   | 0                        | 0                        | 0        | 14       | 0     |       |
| 1.ª | 2020          | 2             | 0     | 5     | 1       | 0       | 0                   | 0                   | 0                        | 0                        | 0        | 7        | 1     |       |
| Total club | Total club    | 16            | 0     | 5     | 1       | 0       | 0                   | 0                   | 0                        | 0                        | 0        | 21       | 1     |       |
| Total carrera | Total carrera | Total carrera | 29    | 1     | 21      | 1       | 2                   | 0                   | 2                        | 0                        | 2        | 0        | 56    | 2     |
| (1) Incluye datos de la Copa de Brasil (2) Incluye datos de la Copa Sudamericana y la Copa Libertadores (3) Incluye datos de la Primera Liga de Brasil |               |               |       |       |         |         |                     |                     |                          |                          |          |          |       |       |

## Palmarés

### Títulos estatales
| Título             | Club     | Estado         | Año  |
| ------------------ | -------- | -------------- | ---- |
| Campeonato Carioca | Flamengo | Río de Janeiro | 2017 |
| Campeonato Carioca | Flamengo | Río de Janeiro | 2019 |
| Campeonato Baiano  | Bahia    | Bahía          | 2020 |